# Speldosa
En speldosa är ett mekaniskt musikinstrument, där metallbleck i en metallkam försätts i vibration och alstrar toner då de knäpps av piggarna på en roterande vals eller skiva. De enklare handvevas, medan mer avancerade drivs av ett fjäderurverk. Det finns två grundutföranden av speldosor, metallvalsspeldosan och plåtskivespeldosan. Enligt Nordisk familjebok tillskrivs uppfinningen av speldosan Pierre Jaquet-Droz, medan andra källor hävdar schweizaren Antione Favre som upphovsman i slutet av 1700-talet.  

## Metallvalsspeldosa
Metallvalsspeldosan är den äldre typen av speldosa, den har en fast eller utbytbar metallvals med upphöjningar (piggar), som i sin rotation knäpper till metallblecken (tenarna) på kammen så att en melodi uppstår. Dessa speldosor tillverkas fortfarande, oftast som leksaker.

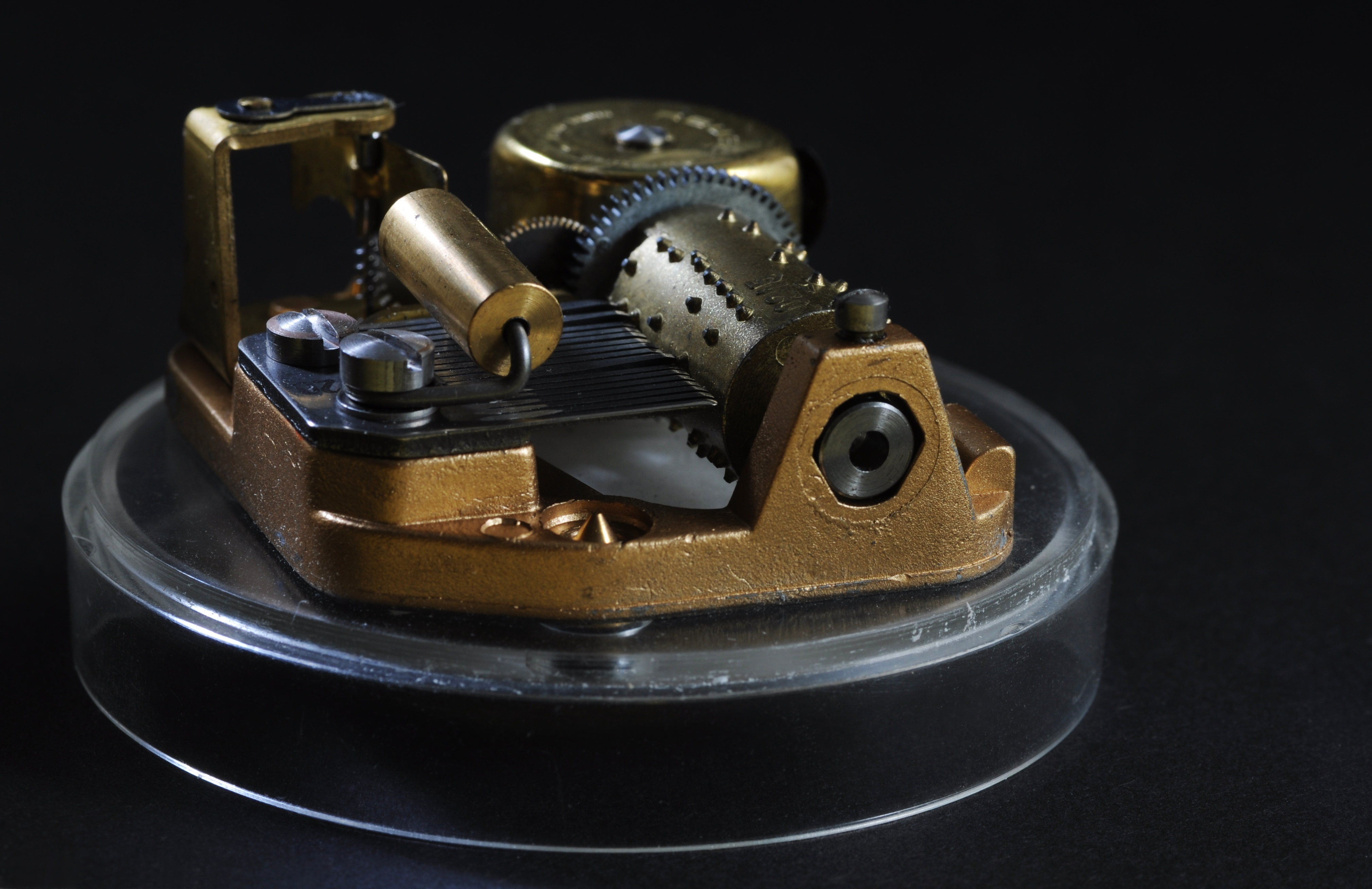
Speldosa från Schweiz
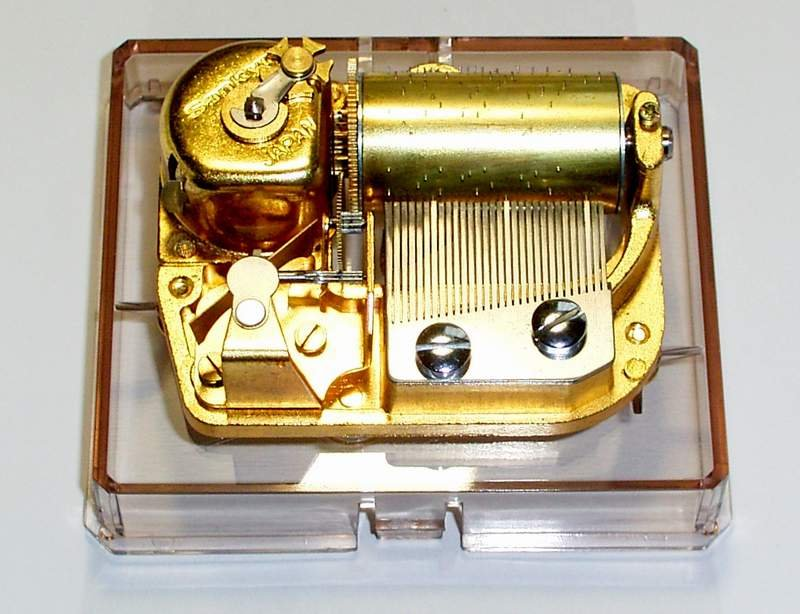
Metallvalsspeldosa
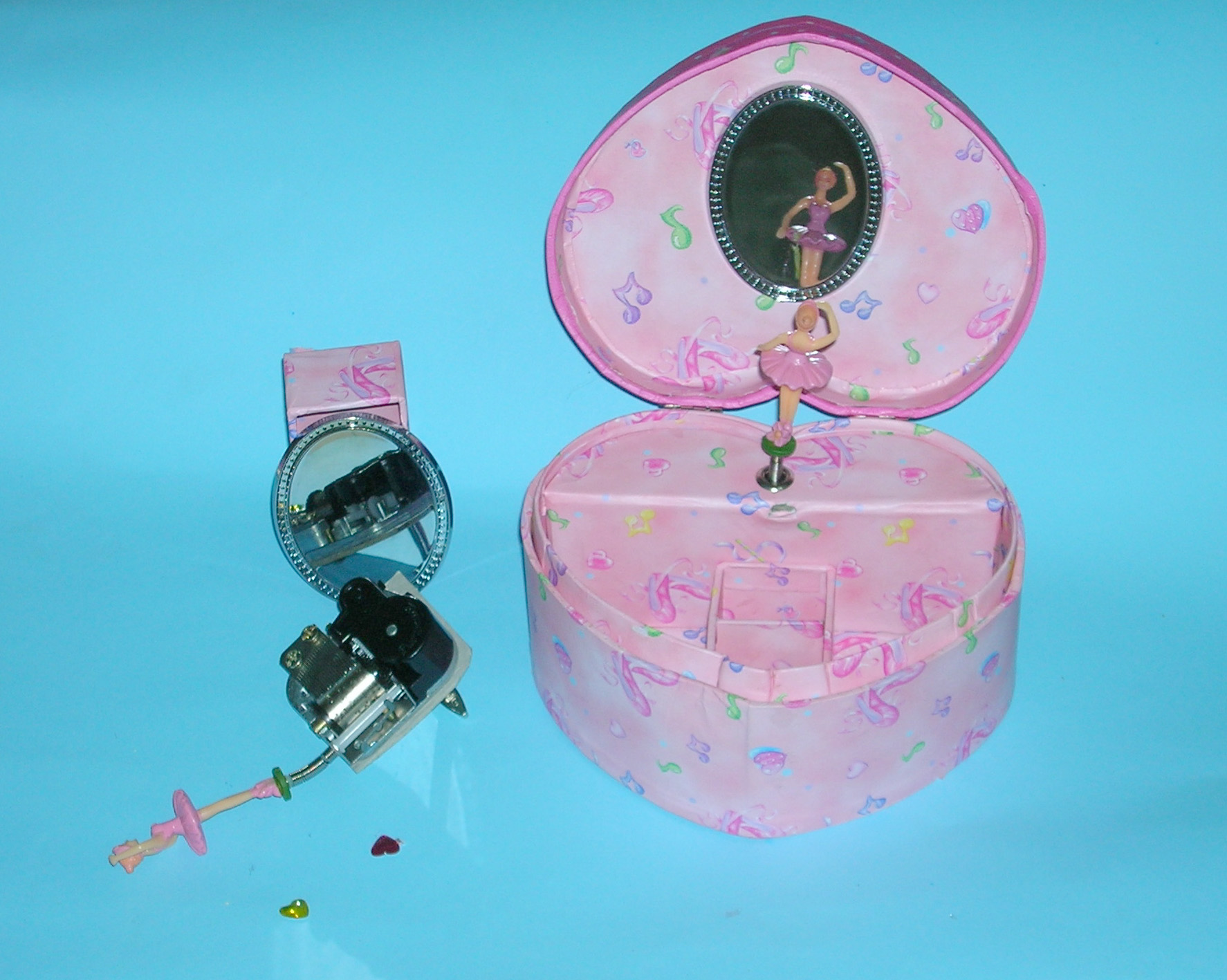
Smyckesskrin med speldosa (mekaniken till vänster)
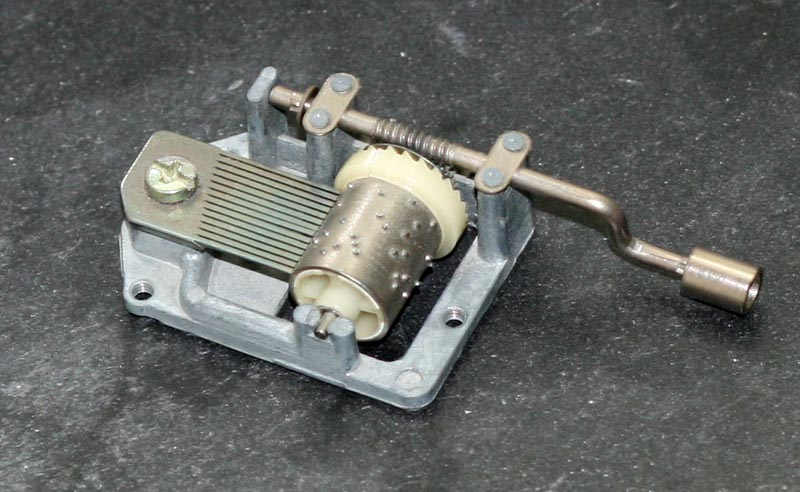
Miniaturspeldosa

## Plåtskivespeldosa

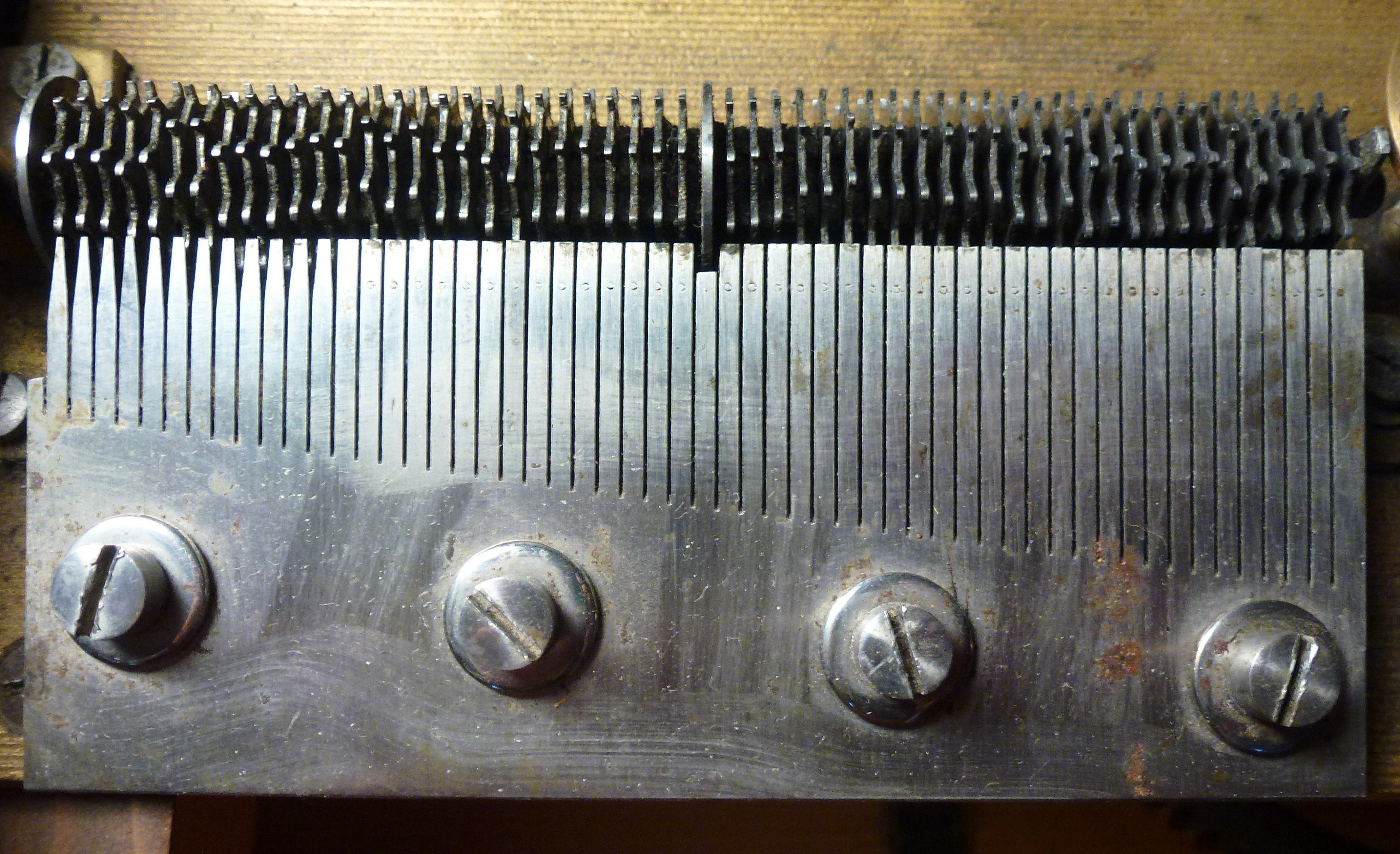
Stämmkammen i en Polyphon

Plåtskivespeldosan har istället för en vals en utbytbar rund plåtskiva med instansade förhöjningar (piggar) på undersidan. Dessa hakar i taggar på små hjul som i sin tur "knäppar" på stämmkammens lameller och alstrar så en ton. Apparaten drevs av ett kraftigt fjäderurverk som oftast kom från Schweiz. En av de största tillverkarna var Polyphon-Musikwerke AG i Leipzig som kring sekelskiftet hade omkring 800 medarbetare och producerade cirka 40 000 Polyphonapparater årligen. Konkurrenten hette Symphonion som använde runda pappskivor istället för plåt.
Ett stort utbud av skivor med olika diameter och speltid fanns att köpa. Exempelvis hade en Polyphonskiva med 28 centimeter diameter en speltid på dryga minuten. Skivan hade då snurrad ett varv. Plåtskivespeldosan kom i slutet på 1800-talet på marknaden och innebar höjdpunkten av denna typ av mekanisk musikmaskin. Efterföljaren blev Thomas Edisons fonograf som kunde återge "riktig" musik som i sin tur avlöstes av grammofonen.

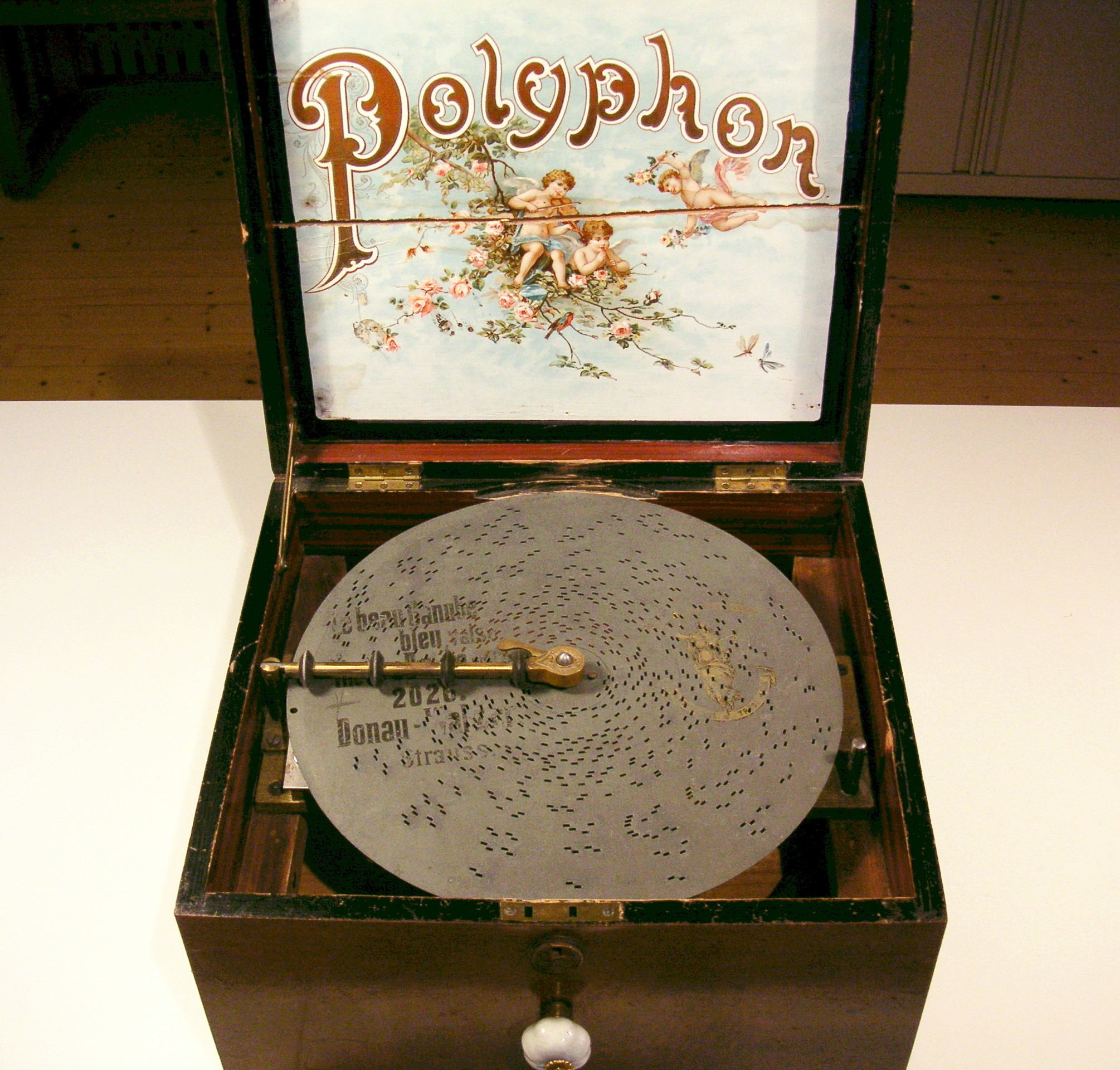
Plåtskivespeldosa från Polyphon
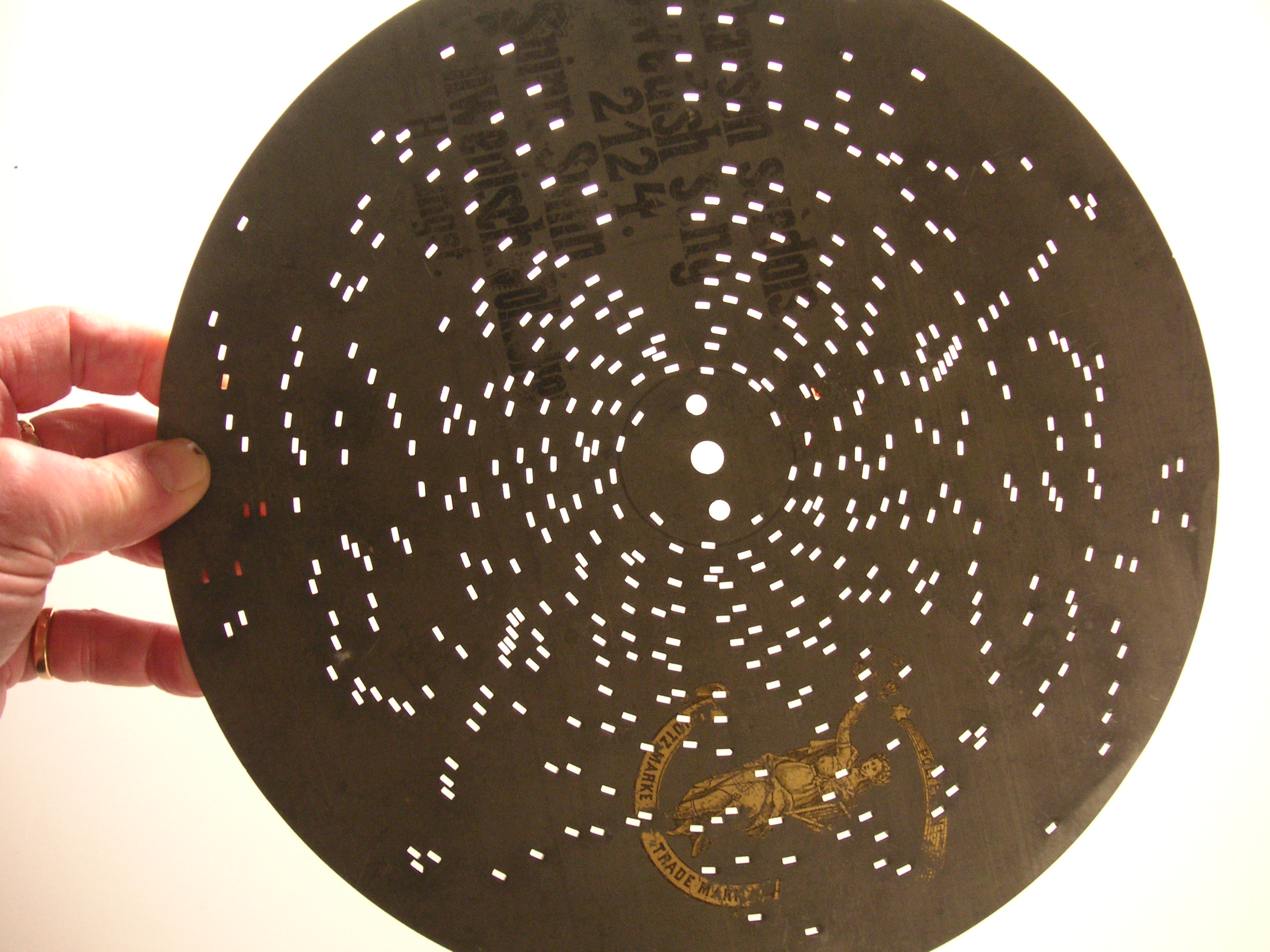
Hålplatta till en Polyphon
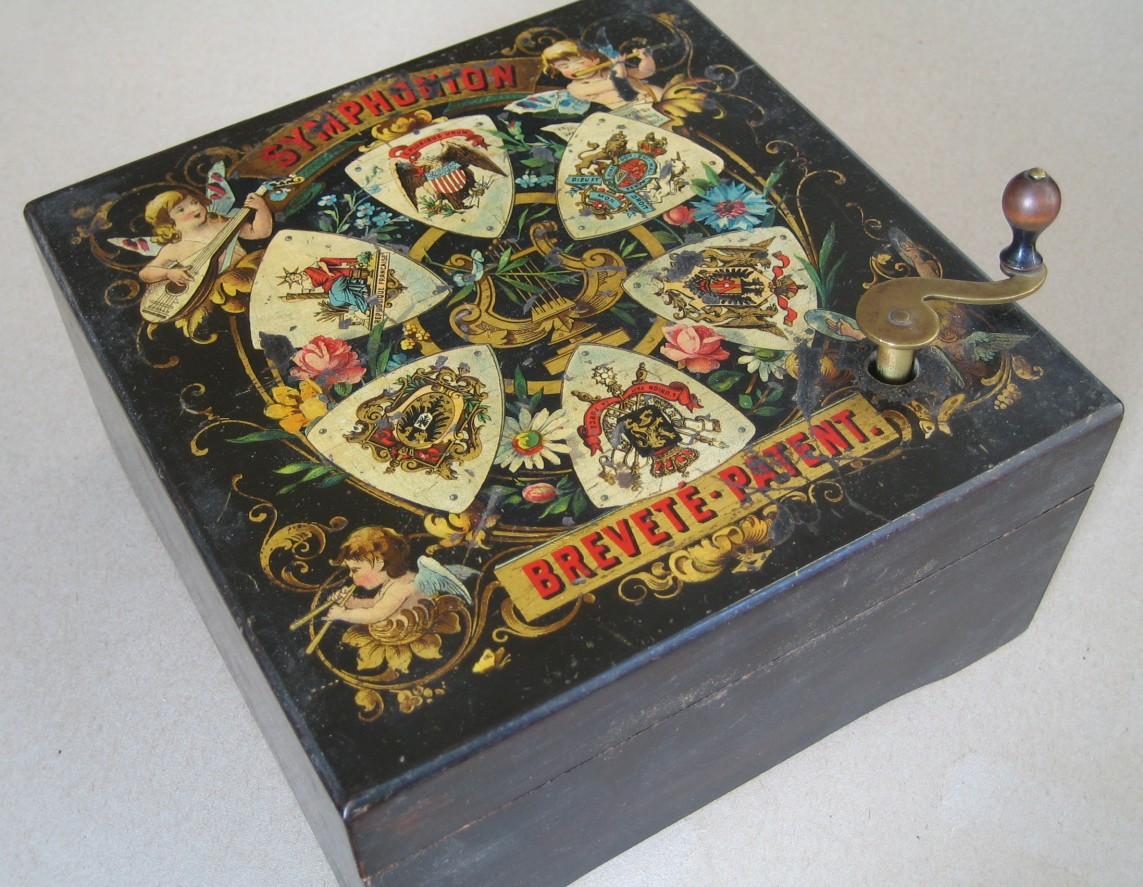
Plåtskivespeldosa Symphonion
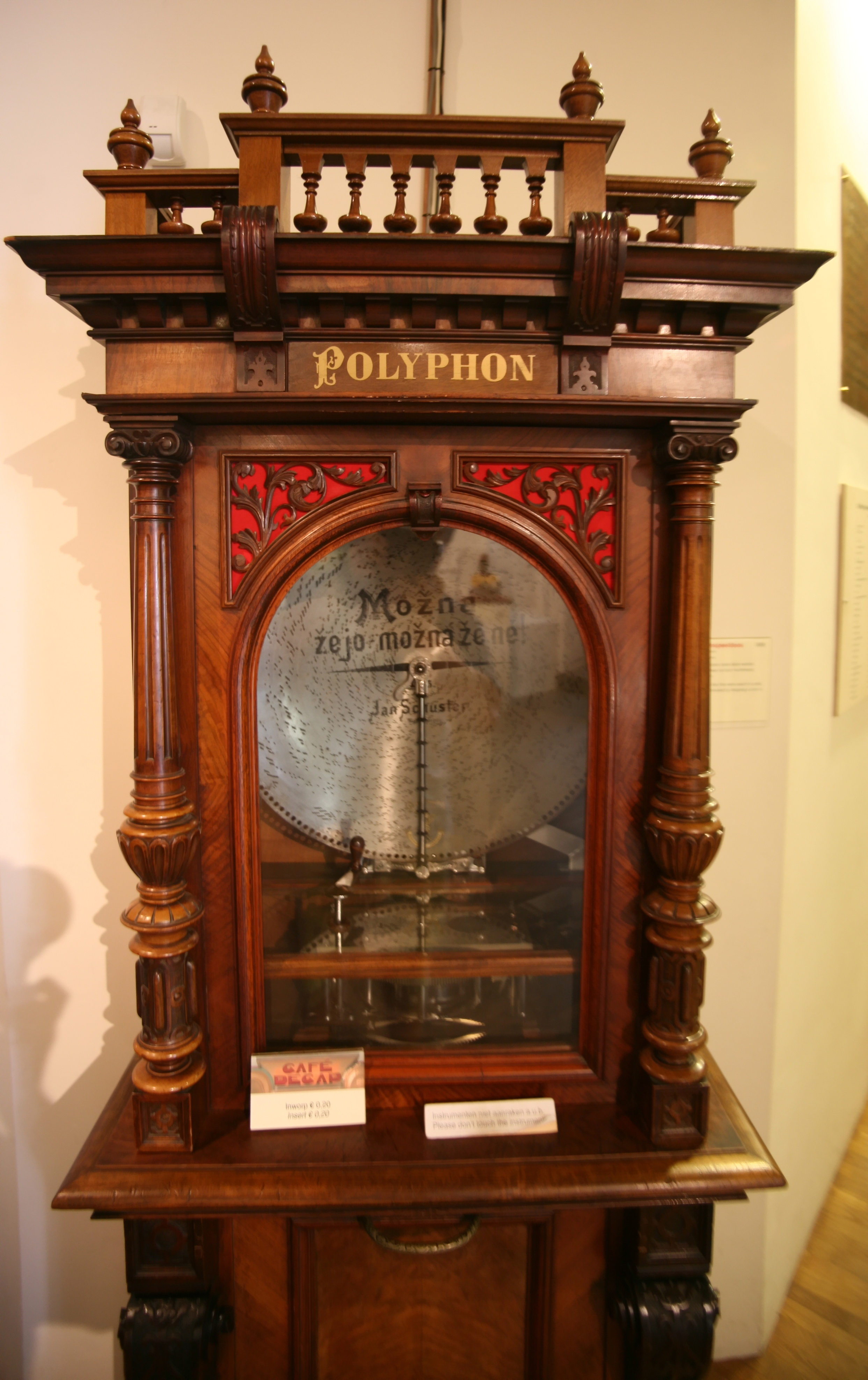
Polyphon musikautomat

## Musikexempel
|  |  |  |  |